# Alto de la Sierra
Alto de la Sierra är en ort i Argentina.   Den ligger i provinsen Salta, i den norra delen av landet, 1 400 kilometer norr om huvudstaden Buenos Aires. Alto de la Sierra ligger 233 meter över havet och antalet invånare är 781.
Terrängen runt Alto de la Sierra är mycket platt. Trakten runt Alto de la Sierra är nära nog obefolkad, med mindre än två invånare per kvadratkilometer.. Det finns inga andra samhällen i närheten.
I omgivningarna runt Alto de la Sierra växer i huvudsak lövfällande lövskog.